# Rob Barrett
Rob Barrett, född 29 januari 1969 i Buffalo, New York, är en amerikansk musiker, i huvudsak känd som kompgitarrist i Cannibal Corpse.

## Biografi
Rob Barrett blev medlem i bandet Solstice 1990. År 1992 gick han med i Malevolent Creation för att året därpå bli medlem i Cannibal Corpse som ersättare för Bob Rusay. Barrett medverkade på två album, innan han återvände till Malevolent Creation och ersattes av Pat O'Brien. År 2005 blev han ånyo medlem i Cannibal Corpse. På bandets senaste alster, Red Before Black (2017), står Barret som ensam låtskrivare till "Code of the Slashers" och "Corpus Delicti".

## Diskografi i urval
Cannibal Corpse
- The Bleeding (1994)
- Vile (1996)
- Kill (2006)
- Evisceration Plague (2009)
- Torture (2012)
- A Skeletal Domain (2014)
- Red Before Black (2017)